# Michael Contreras
Michael Jordan Contreras Araya (ur. 10 lutego 1993) – chilijski piłkarz grający na pozycji lewego obrońcy. Obecnie jest zawodnikiem Deportes Iquique.
22 grudnia 2011 roku zadebiutował w reprezentacji Chile przeciwko Paragwajowi.